# 11e régiment d'infanterie vieux-prussien
Pour les articles homonymes, voir 11e régiment et 3e régiment.

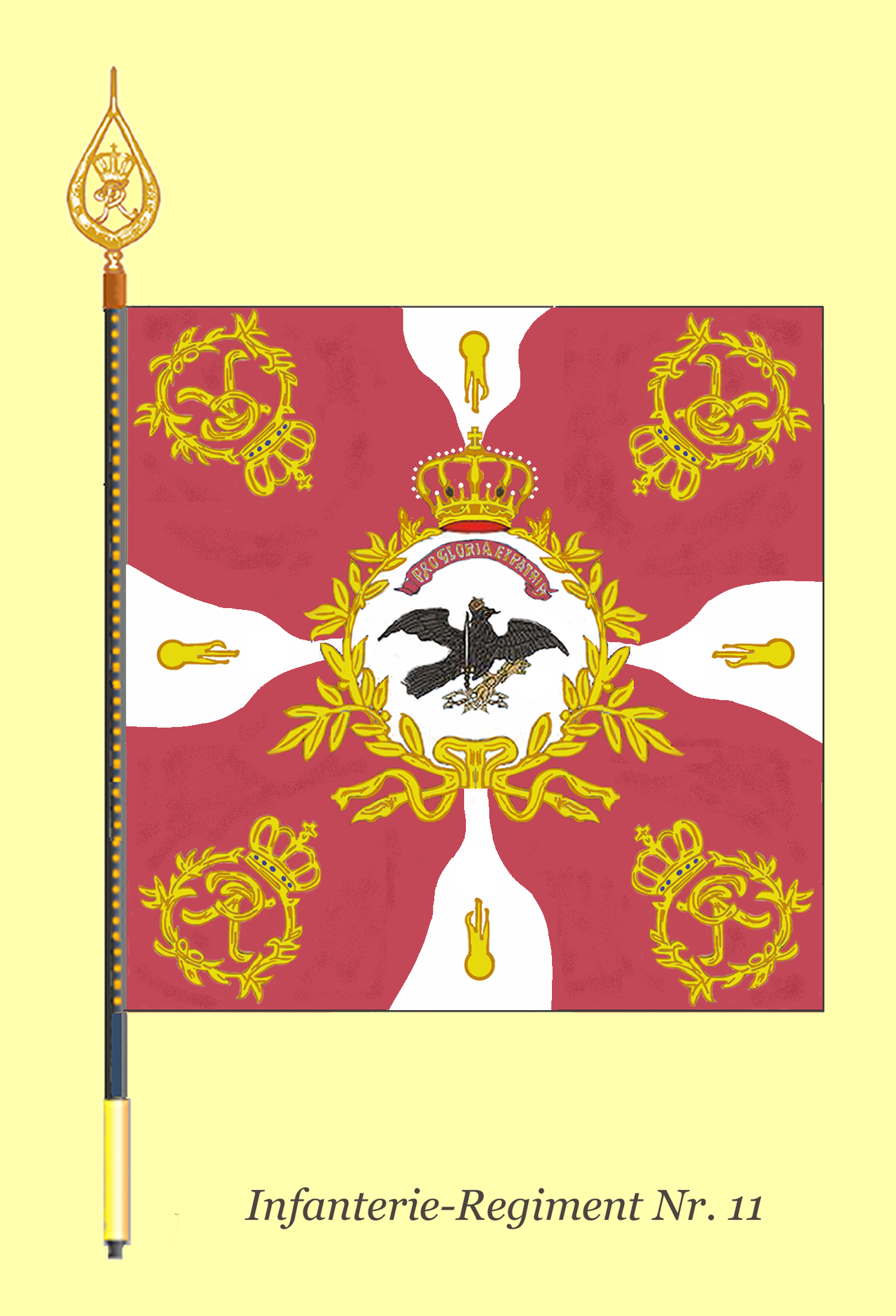
Drapeau du 11e régiment d'infanterie

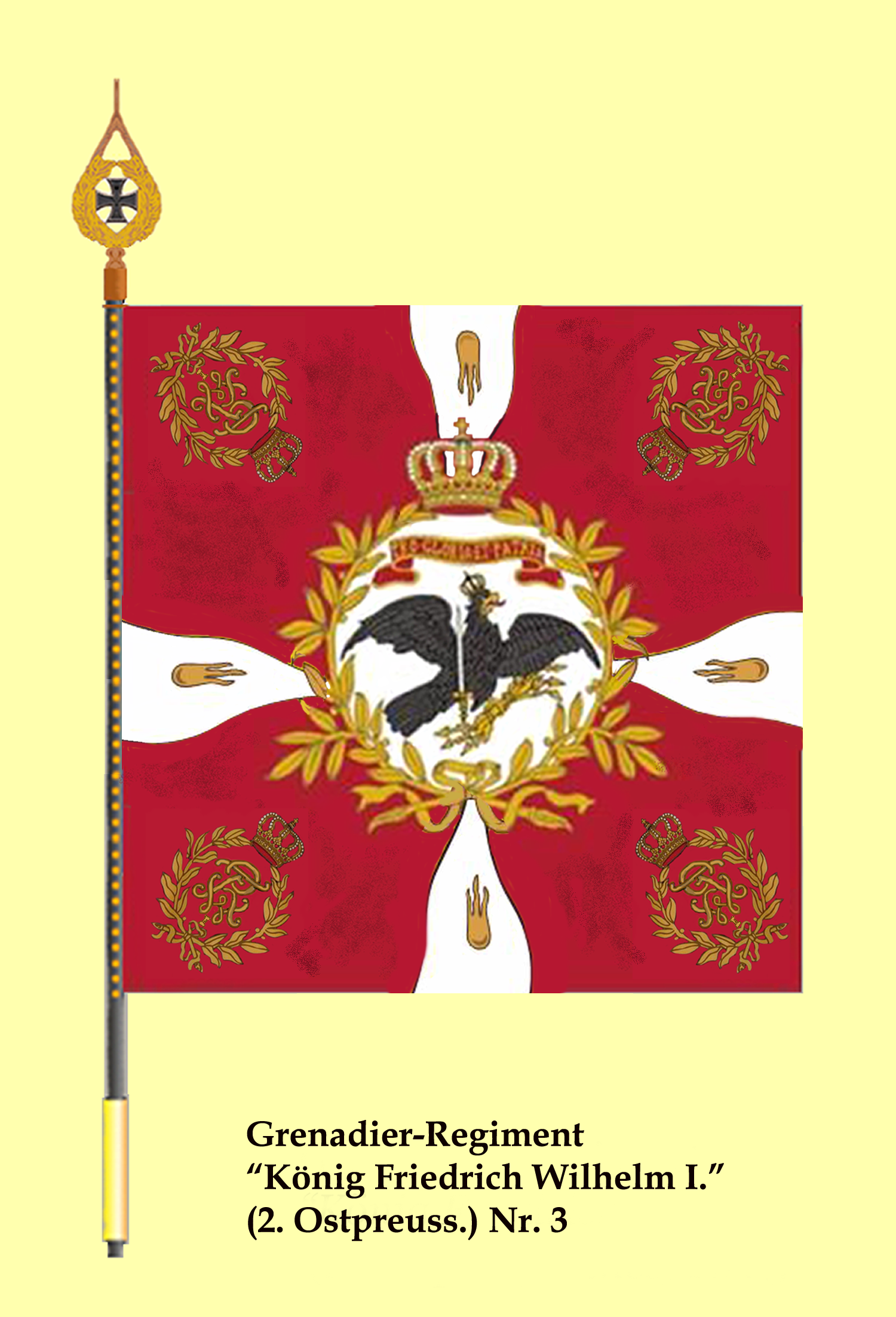
Drapeau du 3e régiment de grenadiers

Le 3e régiment de grenadiers « roi Frédéric-Guillaume Ier » (2e régiment d'infanterie prussien-oriental) ou 11e régiment d'infanterie vieux-prussien est l'un des plus anciens régiments prussiens. En tant que «régiment à pied» fondé en 1685, il fait partie des anciens régiments d'infanterie prussiens (de), qui se développent rapidement au cours de la période suivante.  Après la défaite dévastatrice d'Iéna et d'Auerstedt, l'armée prussienne est pratiquement réorganisée par Scharnhorst. Il trouve le 11e régiment d'infanterie dans le corps de réserve de L'Estocq encore largement intact après la bataille d'Eylau et l'intègre avec les restes du 51e régiment d'infanterie dans la nouvelle armée prussienne (de). Avec le 1er régiment à pied de la Garde, le 3e régiment de grenadiers "roi Frédéric-Guillaume Ier" et six autres régiments de grenadiers, forment les «vieux régiments prussiens» dans la nouvelle armée prussienne. Dans leur garnison de Königsberg, les soldats sont simplement appelés les «Troisième Grenadiers» ou le «Troisième Régiment».

## Histoire
Au cours de ses 234 ans d'histoire, le régiment sert sous les ordres d'un électeur de Brandebourg et de neuf rois prussiens différents. En outre, il est « loué » à plusieurs reprises pour le versement de subventions à des souverains étrangers (dont le gouverneur des Pays-Bas Guillaume III d'Orange-Nassau) pour des conflits étrangers de 1655 à 1713.

### Règne du grand électeur (jusqu'en 1688)
Le 18 août 1685 (jour de la fondation) le régiment est fondé sous le nom de « Jeune-Holstein » par le Grand Électeur dans la citadelle de Wesel. Au début, ils sont armés de grenades à main, de rapières, de mousquets et de piques.
Dans la guerre de la Ligue d'Augsbourg, le régiment fut placé sous le commandement de Guillaume d'Orange, défend avec succès la forteresse de Charleroi et combat sur le Rhin sous les ordres du général Barfus (de) à Uerdingen en 1689.

### Règne du roi FrédéricIer(1688-1713)
En 1693, le régiment fait partie des troupes impériales de la Grande guerre turque et combat en Serbie et en Hongrie. Le commandant, le lieutenant-colonel von Horn, est tombé à Belgrade. Sous le prince Eugène, il combat en Hongrie lors de la bataille de Zenta.
En 1698, la garnison du régiment est transférée de Wesel à Königsberg, qui devient le quartier général jusqu'en 1765. Un tiers des recrues du régiment vient de Königsberg, Angerapp et Drengfurth et les deux autres tiers des bureaux de la Sambie orientale autour de Labiau-Tapiau jusqu'à la ligne Tilsit-Insterbourg.
Pour gagner sa dignité royale, Frédéric Ier s'est engagé à participer à la guerre de Succession d'Espagne (1701-1714) avec plusieurs milliers de soldats. Sous les ordres du prince Léopold d'Anhalt-Dessau dans le cadre de l'armée impériale, le régiment participe à des batailles dans la péninsule italienne près de Saffano et au siège de Turin.

### Règne du roi Frédéric-Guillaume Ier (1713-1740)
D'octobre à décembre 1715, le régiment participe dans le cadre de l'armée d'invasion prussienne sous la direction du roi Frédéric-Guillaume Ier. Il participe avec succès au siège de Stralsund et à la conquête de l'île de Rügen pendant la Grande Guerre du Nord. Le régiment est nommé ensuite d'après le roi soldat.

### Règne du roi Frédéric II (1740-1786)
Dans les guerres de Silésie (1740-1763), il combat en 1742 dans la bataille de Chotusitz en Bohême, puis en 1744 dans la bataille de Hohenfriedberg et dans la bataille de Soor. En 1757, il participe à la bataille de Gross-Jägersdorf contre les Russes. Quelques mois plus tard, les soldats du régiment capturent la redoute de Peenemünde (de) aux Suédois. Dans la bataille de Zorndorf le 25 août 1758, les effectifs sont réduits de moitié (726 morts, blessés et prisonniers). Le 12 août 1759, la compagnie de grenadiers participante subit également de lourdes pertes à la bataille de Kunersdorf avec 263 morts, blessés et prisonniers. Le 20 novembre 1759, tout le régiment se rend à Maxen. En 1760, il est reconstruit et participe à la bataille de Torgau et en 1762 à la bataille de Freiberg.

### Jusqu'aux guerres napoléoniennes (1788-1815)
En 1794, le régiment participe en tant que contingent prussien au soulèvement de Kościuszko en Pologne et retourne à Königsberg l'année suivante. Pendant la quatrième guerre de coalition, le régiment est stationné sur la Vistule en 1806 et défend Dantzig. En 1807, il se distingue dans la bataille d'Eylau. Le 1er janvier 1808, le régiment est réorganisé. Il se compose maintenant de deux compagnies de grenadiers, de deux bataillons de mousquetaires de quatre compagnies chacun et d'un bataillon de fusiliers.
Durant les campagnes d'Allemagne et de France (1813-1815), il combat sous la direction des généraux Yorck et Blücher à Berlin, Wittemberg, Lützen, Bautzen, Löwenberg, Goldberg, Wartenburg, Leipzig, Metz, Saint-Dizier, Laon et Paris.

### Jusqu'à l'unification de l'empire (1815-1871)
Pendant la guerre austro-prussienne de 1866, le régiment combat en Bohême lors de la bataille de Trautenau et de la bataille de Sadowa. Lors de la guerre franco-prussienne de 1870-1871, le régiment est déployé dans une grande variété d'endroits. Entre autres à: Borny-Colombey, Noisseville et à Servigny, Amiens, Rouen, Évreux, Maison Brulet et Saint-Duen.

### Empire allemand (1871-1914)
Pendant les longues années de paix de l'Empire allemand, le régiment est complètement concentré à Königsberg. Un 4e bataillon est également formé. Le premier anniversaire de l'empereur Guillaume II, il décerne dans l'ordre du cabinet de 27 janvier 1889 au régiment son nom de famille.
Lors de la révolte des Boxers, le régiment envoie deux officiers, sept sous-officiers et 67 soldats d'équipage en Chine en tant que volontaires en 1900. Lors du soulèvement des Héréros et des Namas, le régiment dépêche un officier, quatre sous-officiers et 46 membres d'équipage comme volontaires.

#### Guillaume II devient chef du régiment

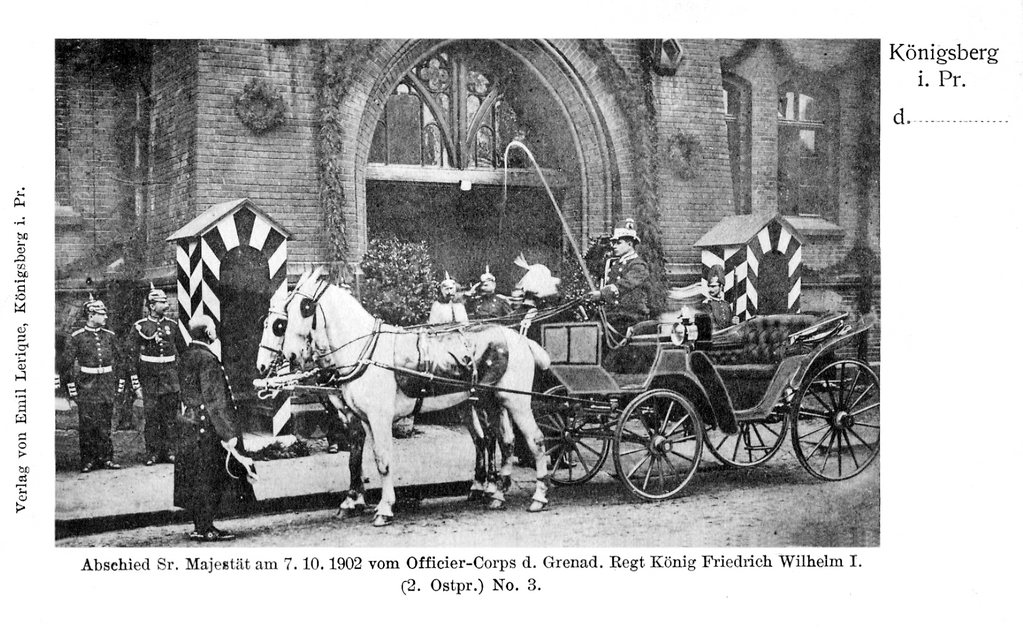
Adieu de l'empereur Guillaume II devant le corps des officiers le 7 octobre 1902

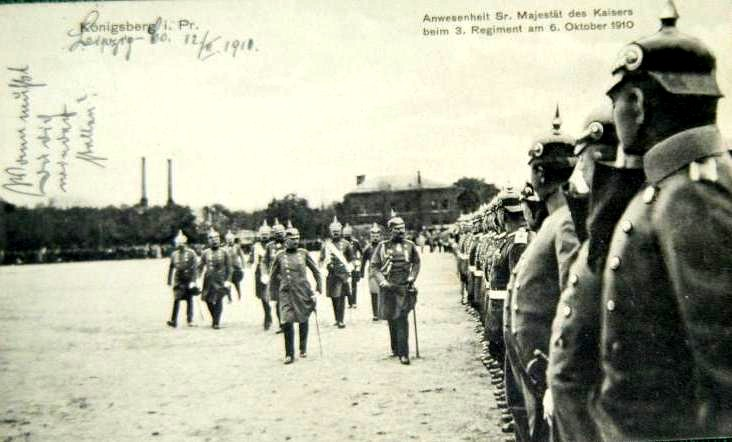
Visite impériale le 6 octobre 1910

Le 28 août 1901, l'empereur Guillaume fait renouveler tous les tissus des drapeaux régimentaires. Le 8 septembre, un service sur le terrain a lieu dans l'église du château pour commémorer le 200e anniversaire de l'élévation de la Prusse au rang de royaume. Le soir de ce jour-là, le régiment reçoit l'ordre de rejoindre la cour du palais à 9 heures du matin le lendemain.
Tous les soldats reçoivent des décorations de la Garde, comme le 1er régiment de grenadiers, bien que le régiment ne soit pas considéré comme faisant partie de la Garde : Pour les officiers et les sous-officiers, l'aigle de la Garde sans étoile pour le casque, le col (de) et du rabat des manches (de), les hommes de troupe reçoivent des tresses blanches sur leurs cols. Cependant, l'ancienne désignation est restée : 3e régiment de grenadiers « roi Frédéric-Guillaume Ier » (2e régiment d'infanterie prussien-oriental). Désormais, chaque année, l'empereur visite le régiment en automne (début octobre) après son séjour de chasse à Rominten. Après avoir salué le régiment par un discours, il s'attarde quelques heures dans le cercle du corps des officiers.
Le fils du monarque le prince Auguste-Guillaume de Prusse est placé à la suite du régiment le 29 janvier 1905 après ses 18 ans.

### Première Guerre mondiale (1914-1918)
Au début de la Première Guerre mondiale, le 2 août 1914, le régiment compte environ 76 officiers et militaires, six médecins, trois trésoriers et trois bataillons de 1100 sous-officiers et hommes chacun, ainsi qu'une compagnie MG avec six mitrailleuses, soit environ 3400 soldats. Il est destiné à être un équipage régulier pour le Fort Quednau.
Sous son commandant, le colonel von Wedel, le régiment combat à l'est dès les premiers jours de la guerre : Stallupönen, Gumbinnen, Tannenberg, les lacs de Mazurie, Suwałki, sur le lac Hańcza, Bakałarzewo, Lodz, Łowicz.
Au début de 1915, il est utilisé dans les Carpates. Le 9 avril 1915, il prend d'assaut le Zwinin sous la direction du colonel général Felix von Bothmer. Puis il combat en Volhynie : sur la Zolota Lypa, à Bania, sur la Styr et sur le Dniestr, à Ubrodowice, sur la Boug, en septembre dans les marais de Rokitno à Brest-Litovsk, Lisowo, Podgatje et encore sur la Styr. C'est là que, le 18 octobre 1915, les 9e, 10e et 12e compagnies sont séparées du régiment et sont devenues des prisonniers de guerre russes.
Puis à partir du 7 mars 1916, le régiment est transféré sur le front occidental et est déployé à la bataille de Verdun, donc dans la forêt de Cailette, sur la crête de Fumin dans le Fauxgrund, dans la forêt de Chille, position de Damloup. Sur la crête de Fumin, il participe à la conquête du fort de Souville.
À partir du 1er août 1916, il est à nouveau transféré sur le front de l'Est et combat dans les Carpates près de Kirlibaba, à Deal Ormului, à Cimboslawa-Wielka, Margurita, Jacobeny et en 1917 en Bucovine.
À la suite du traité de paix de Brest-Litovsk, il est à nouveau déployé dans l'ouest à partir du 2 décembre 1917 : à Étain, dans l'offensive du Printemps, à Hamel, Châlons-sur-Marne, devant Reims, sur la Vesle, à Charleville, au coin de Laffaux, Brimont, sur les positions de Suippes, Hunding et Meuse. Les 25 et 26 octobre 1918, le IIe bataillon, ainsi que le bataillon de fusiliers, sont complètement anéantis. Du premier bataillon, il ne reste que les 2e et 4e compagnies, soit environ 250 hommes. Pour les batailles ultérieures pour la position Hunding, le nombre de morts n'a pas pu être déterminé.

### 250eanniversaire à Königsberg

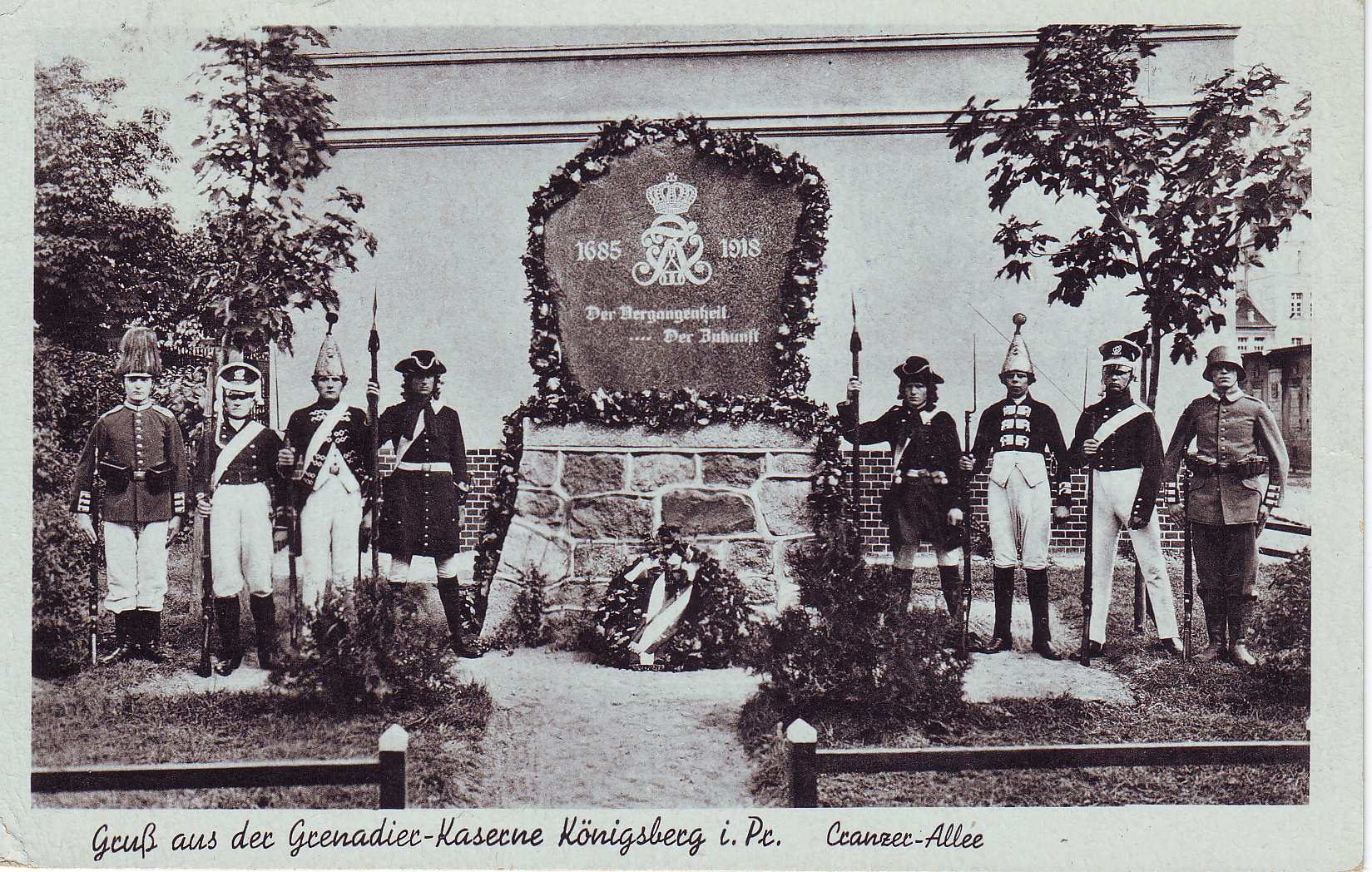
Pierre commémorative du régiment

Le 1er octobre 1919, à la suite de l'armistice de Compiègne, le régiment est dissous après 234 ans d'existence. Dans la caserne des grenadiers de l'avenue Canzer, dernière garnison du régiment, une pierre commémorative est érigée qui, en plus des années 1685 et 1918 et du cercle régimentaire, contenait également les mots : "Au passé ... à l'avenir" comme épitaphe.
Le 18 août 1935, le 250e anniversaire du régiment est célébré à Königsberg. Bien que le régiment n'existe plus, le régime national-socialiste se montre néanmoins soucieux de la tradition. La caserne des grenadiers, dans laquelle le régiment n'avait emménagé qu'en 1914 (auparavant abritée avec deux bataillons dans les bastions nord du Wallring) est toujours utilisée militairement aujourd'hui.

## Chefs de régiment

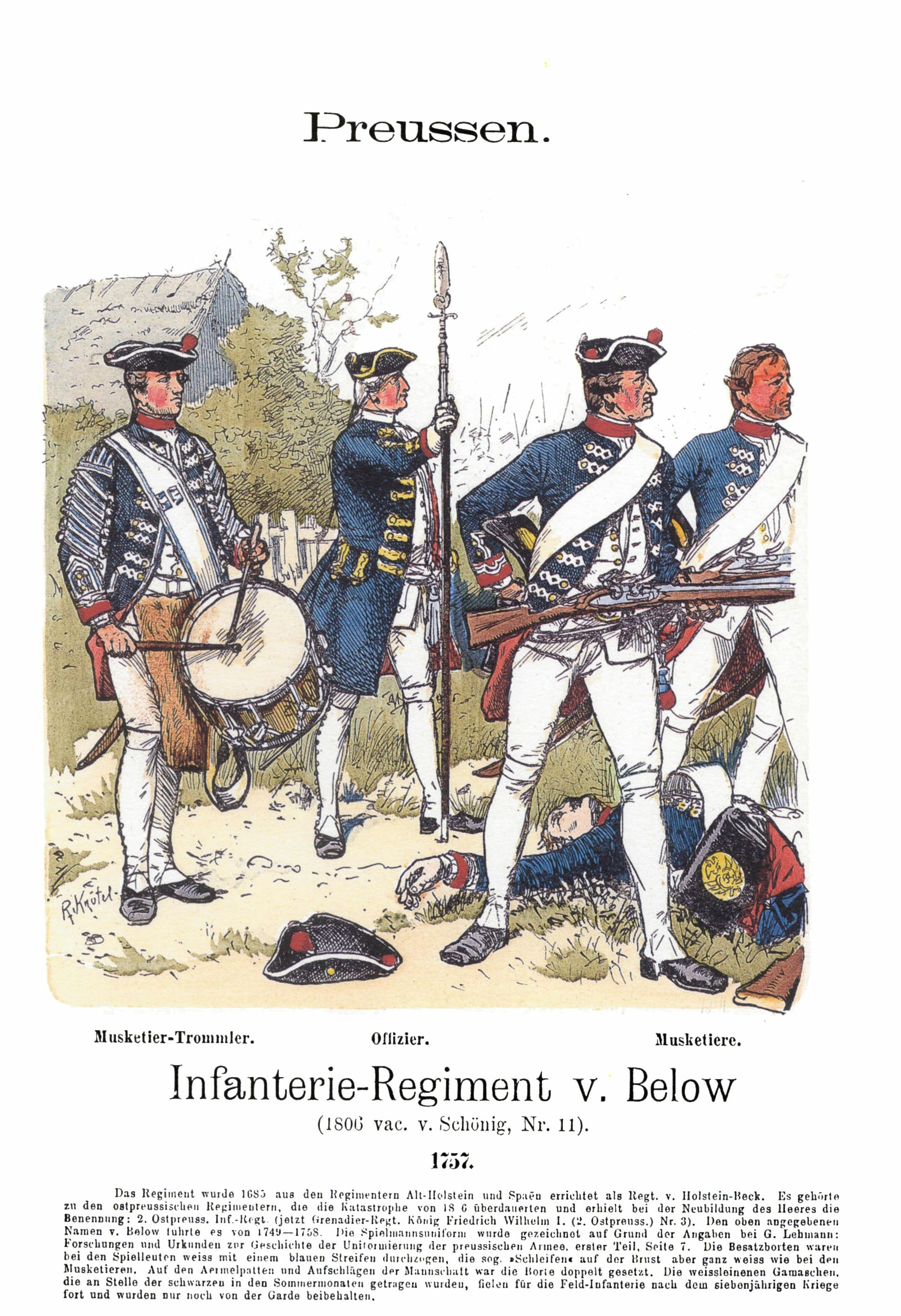
Mousquetaires du régiment au moment de la guerre de Sept Ans

| Grade                  | Nom                                                           | Date                                   |
| ---------------------- | ------------------------------------------------------------- | -------------------------------------- |
| Generalfeldmarschall   | Frédéric-Louis de Schleswig-Holstein-Sonderbourg-Beck         | 18 août 1685 au 18 août 1721           |
| Generalfeldmarschall   | Frédéric-Guillaume II de Schleswig-Holstein-Sonderbourg-Beck  | 19 août 1721 au 11 novembre 1749       |
| Generalleutnant        | Lorenz Ludwig von Below (de)                                  | 4 décembre 1749 au 11 septembre 1758   |
| Generalmajor           | Johann Karl von Rebentisch (de)                               | 12 septembre 1758 au 30 septembre 1763 |
| Generalleutnant        | Hans von Tettenborn (de)                                      | 1er octobre 1763 au 29 juin 1776       |
| Generalmajor           | Jakob Rüdiger von Zastrow (de)                                | 30 juin 1776 au 30 mars 1782           |
| Generalmajor           | Friedrich Alexander von Rothkirch (de)                        | 21 mai 1782 au 20 octobre 1785         |
| Generalmajor           | Karl von Voß (de)                                             | 1er mars 1786 au 25 décembre 1790      |
| Generalleutnant        | Frédéric-Charles-Louis de Schleswig-Holstein-Sonderbourg-Beck | 26 décembre 1790 au 28 février 1798    |
| Generalleutnant        | Ernst von Schöning (de)                                       | 1er mars 1798 au 7 mars 1807           |
| General der Infanterie | Henri-Charles de Prusse                                       | 8 mars 1807 au 12 juillet 1846         |
| Generalfeldmarschall   | Albert de Teschen                                             | 20 avril 1859 au 18 février 1895       |
|                        | Guillaume II                                                  | 9 septembre 1901 au 28 novembre 1918   |

## Commandants
| Grade                 | Nom                                        | Date                                                         |
| --------------------- | ------------------------------------------ | ------------------------------------------------------------ |
| Major/Oberstleutnant  | Eberhard Friedrich Wilhelm von Graevenitz  | 1767 au 1771                                                 |
| Major                 | Johann Friedrich Ludwig von Wopersnow (de) | 1771                                                         |
|                       | Gottlieb von Ruskowski                     |                                                              |
|                       | Ferdinand von Strachwitz                   | 20 mars 1799 bis                                             |
|                       | Hans Karl Friedrich Franz von Below (de)   | 24 septembre 1808 bis                                        |
| Oberstleutnant/Oberst | Friedrich Wilhelm von Sjöholm (de)         | 28 mars 1811 au 22 mai 1815 (chargé de la direction)         |
| Oberstleutnant/Oberst | Friedrich Wilhelm von der Groeben (de)     | 5 janvier 1816 au 11 février 1827                            |
| Oberstleutnant/Oberst | August von Sommerfeld (de)                 | 12 février 1827 au 29 mars 1829 (chargé de la direction)     |
| Oberst                | Karl August von Esebeck                    | 30 mars 1829 au 29 mars 1835                                 |
| Oberst                | Karl Rolla du Rosey (de)                   | 30 mars 1835 au 4 janvier 1836 (chargé de la direction)      |
| Oberst                | Karl Rolla du Rosey                        | 5 janvier 1836 au 29 mars 1840                               |
| Oberstleutnant        | Karl Trützschler von Falkenstein (de)      | 30 mars au 9 septembre 1840 (chargé de la direction)         |
| Oberst                | Karl Trützschler von Falkenstein           | 10 septembre 1840 au 30 mars 1846                            |
| Oberst                | Karl von Fuchs (de)                        | 31 mars au 4 octobre 1846 (chargé de la direction)           |
| Oberst                | Karl von Fuchs                             | 5 octobre 1846 au 3 décembre 1849                            |
| Oberstleutnant/Oberst | Ludwig von Hoffmann (de)                   | 4 décembre 1849 au 7 août 1854                               |
| Oberst                | Heinrich von Buddenbrock (de)              | 5 octobre 1854 au 29 mai 1857                                |
| Oberst                | Friedrich von Szymanowitz                  | 30 mai 1857 au 22 juin 1858                                  |
| Oberstleutnant/Oberst | Otto von Lehwaldt (de)                     | 26 juin 1858 au 23 juillet 1861                              |
| Oberstleutnant/Oberst | Ewald Theodor von Scheffer (de)            | 24 juillet 1861 au 13 août 1865                              |
| Oberstleutnant        | Heinrich von Blumenthal                    | 14 août 1865 au 2 avril 1866 (chargé de la direction)        |
| Oberstleutnant/Oberst | Heinrich von Blumenthal                    | 3 avril 1866 au 13 juillet 1870                              |
| Oberst                | Erhard von Legat                           | 14 juillet 1870 au 6 août 1874                               |
| Oberstleutnant        | Albert Seelemann (de)                      | 7 août au 14 septembre 1874 (chargé de la direction)         |
| Oberst                | Albert Seelemann                           | 15 septembre 1874 au 10 décembre 1880                        |
| Oberst                | Anton Hakewessel                           | 11 décembre 1880 au 17 janvier 1881 (chargé de la direction) |
| Oberst                | Anton Hakewessel                           | 18 janvier 1881 au 7 décembre 1885                           |
| Oberst                | Wilhelm Meyer                              | 8 décembre 1885 au 5 juillet 1886                            |
| Oberst                | Theodor Caspar                             | 6 juillet 1886 au 20 septembre 1889                          |
| Oberst                | Friedrich von Pentz (de)                   | 21 septembre 1889 au 17 octobre 1891                         |
| Oberst                | Maximilian Sommer (de)                     | 18 octobre 1891 au 26 janvier 1893                           |
| Oberst                | Weddo von Glümer                           | 27 janvier 1893 au 15 juin 1896                              |
| Oberst                | Friedrich von dem Hagen                    | 16 juin 1896 au 14 août 1899                                 |
| Oberst                | Max Gaddum                                 | 15 août 1899 au 24 février 1902                              |
| Oberst                | Arnold von Amelunxen (de)                  | 25 février 1902 au 20 mai 1906                               |
| Oberst                | Adalbert von Falk                          | 21 mai 1906 au 1er avril 1909                                |
| Oberst                | Hugo von Bonin                             | 2 avril 1909 au 21 avril 1912                                |
| Oberst                | Hasso von Wedel (de)                       | 22 avril 1912 au 10 septembre 1914                           |
| Oberstleutnant        | Torsten von Posadowsky-Wehner              | 13 septembre au 7 octobre 1914                               |
| Oberstleutnant        | Johannes Fleischer                         | 7 octobre 1914 au 28 février 1915                            |
| Oberstleutnant        | Heinrich von Bibra                         | 1er mars au 1er juin 1915                                    |
| Oberstleutnant        | Johannes Fretzdorff                        | 2 juin 1915 au 24 novembre 1916                              |
| Major                 | Ulrich Schmidt                             | 25 novembre 1916 au Juni 1917                                |
| Oberstleutnant        | Alexander von Johnston                     | Juni 1917 au 23 février 1919                                 |
| Oberstleutnant        | Hugo van den Bergh                         | 24 février au 30 septembre 1919                              |

## Noms du régiment
- 1685-1808 Selon le chef du régiment respectif
- 1806 ajout du numéro 11
- 1808-1816 2e régiment d'infanterie prussien-oriental (prince Henri)
- 1816–1823 3e régiment d'infanterie (2e régiment d'infanterie prussien-oriental)
- 1823-1860 3e régiment d'infanterie
- 1860-1889 3e régiment de grenadiers (2e régiment d'infanterie prussien-oriental)
- 1889-1919 3e régiment de grenadiers « roi Frédéric-Guillaume Ier » (2e régiment d'infanterie prussien-oriental)

## Garnisons
- 1685  Wesel
- 1698–1765 Königsberg
- 1765–1772 Rastenbourg, Angersbourg, Nordenbourg
- 1772–1776 Königsberg
- 1776–1781 Rastenbourg, Angersbourg, Nordenbourg, grenadiers à Drengfurt
- 1781–1817 Königsberg
- 1817–1848 État-major, 1er et 2e bataillons à Königsberg, bataillon de fusiliers à Braunsberg de 1819 à 1826, État-major, 2e bataillon et bataillon de fusiliers à Königsberg, 1er bataillon à Memel.
- 1848–1866 État-major, 1er bataillon et bataillon de fussiliers à Königsberg, 2e bataillon à Pillau (1848-1858), Gumbinnen (1858-1860), Bartenstein (1860-1866)
- 1866–1872 État-major, 2e bataillon à Gumbinnen, 1er bataillon à Bartenstein
- 1872–1880 État-major, bataillon de fussiliers à Königsberg, 1er bataillon à Bartenstein, 2e bataillon à Gumbinnen
- 1880–1889 État-major, 2e bataillon et bataillon de fussiliers à Gumbinnen, 1er bataillon à Insterbourg
- 1889–1893 Königsberg
- 1893–1919 État-major, 1er et 2e bataillons à Königsberg, bataillon de fussiliers à Braunsberg

## Drapeaux régimentaires
En 1901, l'empereur Guillaume II fait renouveler les tenues de tous les bataillons.

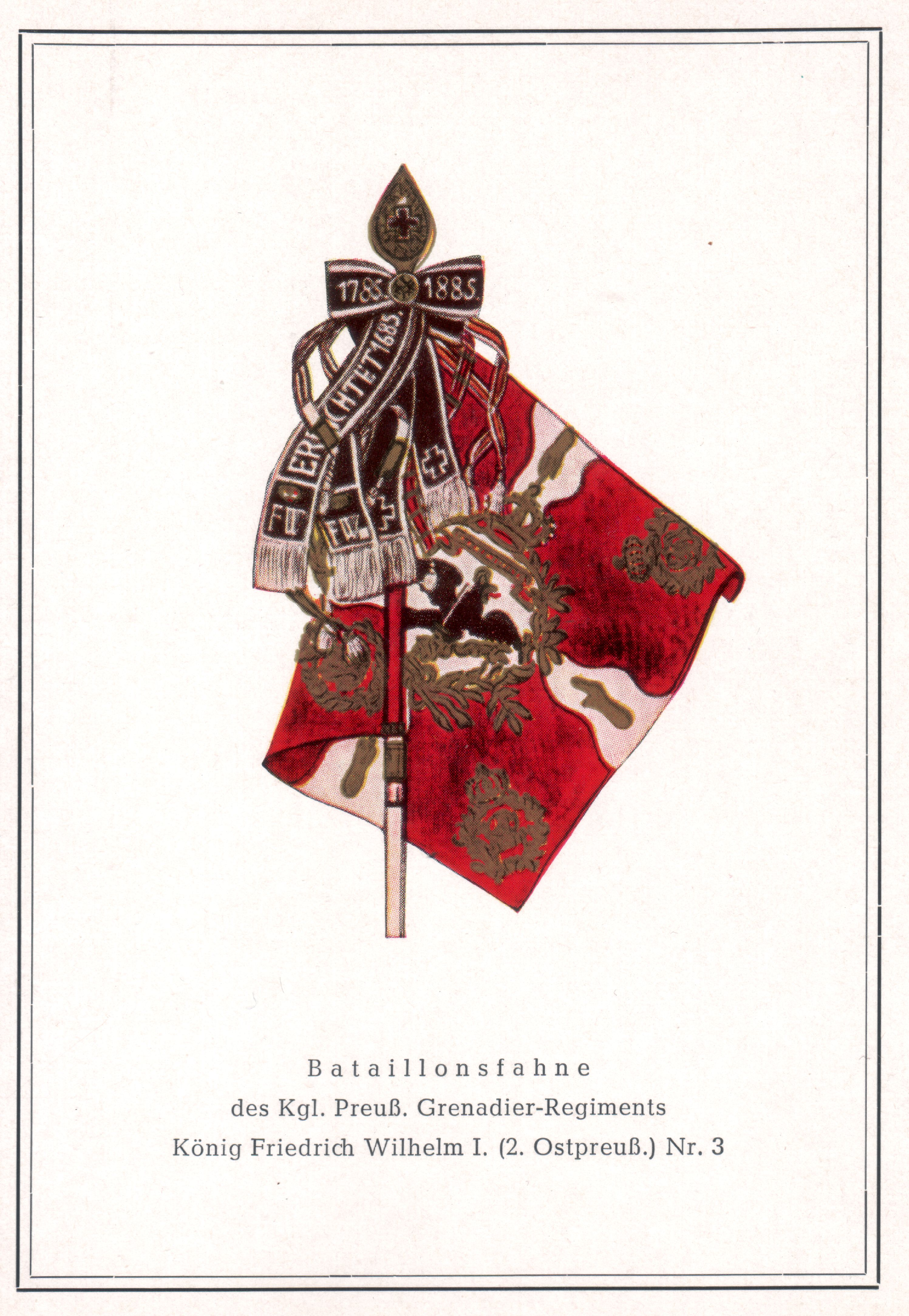
Drapeau régimentaire avec tissu (1901) des 1er et 2e bataillons

### Évolution du drapeau

#### 1erbataillon
- 1815

Pointe du drapeau avec la croix de fer avec bande avec la médaille commémorative de camapgne de 1813/1815 (de). Anneau en laiton autour du mât soufflé avec l'inscription: «Möckern, 16 octobre 1813 "
- 1835 Une bannière avec l'inscription: "Créé en 1685" pour le 150e anniversaire
- 1866 Le ruban de la médaille de campagne de 1866 pour la participation à cette campagne
- 1872 Ruban de la croix de fer pour la participation à la campagne 1870/71
- 1885 Un ruban séculier sur le ruban du drapeau décerné en 1835 avec l'inscription: "1885" pour le 200e anniversaire du régiment
- 1895 Le ruban de la médaille de campagne de 1870/71 avec fermoir, qui contient les noms des batailles qui ont eu lieu à l'occasion du 25e anniversaire.
- 1900 Un ruban de drapeau centenaire pour commémorer le début du siècle avec l'inscription «18.8.1685 - 1.1.1900. "

Le drapeau à la main, le porte-drapeau du 1er bataillon, le sergent Pallasch est tombé lors de l'assaut des batteries ennemies le 16 octobre dans la bataille de Möckern. La hampe du drapeau est brisée en deux morceaux. Le sergent Sahme porte le drapeau jusqu'à la fin de la bataille. Depuis lors, une bague en laiton orne le mât de drapeau avec l'inscription: «Möckern den 16. Octobre 1813 ». En 1863, celle-ci est remplacée par une en argent sur ordre du roi.

#### 2ebataillon
- Haut du drapeau 1815 avec la croix de fer, ruban avec la pièce commémorative de guerre 1813/14
- 1835 Une bannière avec l'inscription: "Créé en 1685" pour le 150e anniversaire
- 1866 Le ruban de la médaille de campagne de 1866 pour la participation à cette campagne en 1872

Ruban de la croix de fer pour la participation à la campagne 1870/71. Une bague en argent autour du mât de drapeau abattu avec l'inscription: «Noisseville, 1er septembre 1870 «. Un fermoir en argent avec la même inscription, qui résume les restes du ruban de tir de la pièce commémorative de guerre 1813/14 dans une boucle.
- 1885 Un ruban séculier sur le ruban du drapeau décerné en 1835 avec l'inscription: "1885" pour le 200e anniversaire du régiment
- 1895 Le ruban de la médaille de campagne de 1870/71 avec fermoir, qui contient les noms des batailles qui ont eu lieu à l'occasion du 25e anniversaire.
- 1900 Un ruban de drapeau Zentenar pour commémorer le début du siècle avec l'inscription «18.8.1685 - 1.1.1900. "

Dans la bataille de Noisseville le 1er septembre 1870, la bannière a été abattue par le milieu. Au même moment, le gland du ruban du monument aux morts de 1813/14 est abattu. Le mât de drapeau s'est brisé en deux. Le sergent Rautenberg, bien que gravement blessé à la hanche, a pu porter le drapeau en lieu sûr. Depuis lors, un anneau d'argent orne la hampe du drapeau avec l'inscription : «Noisseville den 1. Septembre 1870 "
En 1810, le roi Frédéric-Guillaume III attribue aux 1er et 2e bataillons quatre nouveaux drapeaux ; en effet, lors de la création du régiment, il est jusqu'alors d'usage que chaque compagnie porte un drapeau, de sorte que le régiment possède un total de huit drapeaux

#### Bataillon de fusiliers
- 1817 avec la pièce du monument aux morts 1813/14
- 1835 Une bannière avec l'inscription: "Créé en 1685" pour le 150e anniversaire
- 1866 Le ruban de la médaille de campagne de 1866 pour la participation à cette campagne
- 1872 Ruban de la croix de fer pour la participation à la campagne 1870/71
- 1885 Un ruban séculier sur le ruban du drapeau décerné en 1835 avec l'inscription: "1885" pour le 200e anniversaire du régiment
- 1895 Le ruban de la médaille de campagne de 1870/71 avec fermoir, qui contient les noms des batailles qui ont eu lieu à l'occasion du 25e anniversaire.
- 1900 Un ruban de drapeau pour commémorer le début du siècle avec l'inscription «18.8.1685 - 1.1.1900. "

Le bataillon de fusiliers ne porte son propre drapeau qu'à partir de 1814.